# Arlet
Arlet é uma comuna francesa na região administrativa de Auvérnia-Ródano-Alpes, no departamento de Alto Loire. Estende-se por uma área de 6,25 km². Em 2010 a comuna tinha 24 habitantes (densidade: 3,8 hab./km²).